# 鋼鉄の少女たち
『鋼鉄の少女たち』（こうてつのしょうじょたち）は、原作：手塚一佳、作画：野上武志（「しけたみがの」名義）による日本の漫画作品。角川書店の『月刊少年エース』、及び増刊『エース桃組』に連載された。
初出は、『月刊少年エース』2001年12月号。以後、本誌と同誌増刊の『桃組』、同『エース桃組』に連載されたが、単行本4巻まで刊行の後、諸般の事情により連載停止となった為2004年12月に続巻刊行が無期限延期となった。
2015年12月より、マンガ図書館Zにて1-4巻が電子書籍として無料公開中。

## 世界観設定・ストーリー概要
航空機の実用化に満たない時代、大陸西部辺境に位置する「王国」は、隣国「旧ラニア公国」の併合を巡り、同じくラニア公国と国境を接した「連合諸国」との戦争の最中にあった。長期に渡る総力戦により王国は疲弊しており、徴兵制は男女の別なく及び、貧民層からは口減らし同様に出征する者も続出する国内情勢となり、兵士は低年齢化が顕著となった。
王国陸軍主力の「狼型戦車」は、搭乗要員の体躯に「小柄である事を求める」背景もあり、「くず鉄」と揶揄される、女児兵で構成された王国陸軍「第99装甲騎兵中隊」、通称「鋼鉄中隊」の戦車兵の少女らの戦いを描く、戦争ドラマである。
いわゆる男子向け作品のヒーロー的存在のキャラクターの登場は無い。兵士たちの日常生活のコミカルな描写も多いが、戦場における日常的風景である『死』や、キャラクターが一般人であるが故に持ちえる残酷さなども描写されている。例えば「召集された10代前半の少年兵たち」「敵兵からレイプされる女性兵士」「手足がちぎれたり腹部から内臓がはみ出している死体」等の現実の戦場を連想させる描写が頻繁に見られる。

## 時代背景
大陸南部に、2世紀程前に誕生した民主主義覇権国家「連合」は、「連邦新秩序」を唱え周辺諸国を傘下に収め、大陸中央から極東に至る諸国の連合体となった。これに対し大陸西端部に位置する立憲君主国「王国」は危機を覚え、「連合」との開戦と同時期に隣国「ラニア公国」を併合した。連合はこれを非難し、以後15年に渡り公国領内を主戦場とした西部戦線と南部戦線が維持されている。
陸戦の花形が騎兵から戦車に移行された時代であり、戦車の開発・運用に当っては過渡期となる。

## 登場人物
リナ・レタ
王国陸軍第99装甲騎兵中隊第1小隊隊長。階級は先任軍曹。本作のヒロインの1人。「魔女リナ・レタ」と呼ばれる、多数の敵戦車を撃破している戦車兵。性格は冷静沈着で真面目。鋼鉄中隊の古参兵であり、指揮能力が高く、部下からの人望やエオナの信頼も厚い。中隊の損耗の度に補充される新兵が、幼さを残した少女ばかりになってゆく事に心を痛めている。しかし、気丈ではあるが、彼女もまだ少女の面影が濃い若年者である。通常の王国人と異なり、若干耳が長く獣毛の生えた猫の耳の様な形状をしている。祖国の家では動物園を経営していたが、戦争により動物達を薬殺せざるを得なかった事が心の傷になっている。出征前は獣医になるための勉強をしていた。
ザ・ガミュ・エオナ
王国陸軍第99装甲騎兵中隊中隊長。階級は中尉。本名「デ・ラニア・エオナール」。本作のもう1人のヒロイン。王国今上王の従姉妹であり、亡国となった旧ラニア公国の元王位継承者である。ラニア人の身体的特徴として、耳がエルフの様に長い。弟に連合が承認するラニア大公ダニエルがいる。陽気でざっくばらんな姉御肌であり、下ネタも辞さないが、根は真面目でありフルータやクラリスに振り回されることが多い。既刊分では経緯は語られていないが、王国陸軍の士官学校を卒業している。王族としても軍人としても所在無げな感があり、自己の生い立ちから目を背けていた面があった。しかし周囲の思惑と対面し、自らの意思で運命と戦う決意をする。
デ・ナウ・フルータ
冒頭で第99装甲騎兵中隊へ配属されてきた情報将校。階級は少尉。エオナの士官学校時代の後輩であり、彼女を「エオナお姉様」と慕っている。一見淑やかなお嬢様タイプだが裏表がある。同性愛者の気がある。エオナの出生を知っており、何者かの思惑により側へ近づいた様な素振りを見せる。
ミリア
第99装甲騎兵中隊第1小隊。レタが車長を務める戦車の砲手。階級は当初は一等兵、後に上等兵に昇進。明るく親切な性格をしており、レタとザキの「戦友」の絆を育てる。戦闘中に対戦車砲の直撃を受け、右膝から下を喪失。結果、両脚を失い本国送還となった。連載当初は栗毛だったが後に金髪に変わる。
カリン
第99装甲騎兵中隊第1小隊。レタが車長を務める戦車の操縦手。階級は一等兵。後にレタ、ユキ等と共に捕虜となり、捕虜交換の護送中に公国民兵の襲撃に遭い、仲間を守るため囮となり左目を失った。
ユキ
第99装甲騎兵中隊第1小隊。ミリアの空席を埋める事になった新兵。レタが車長を務める戦車の砲手。階級は二等兵。年齢は13歳。戦闘中に初潮を迎え、恐怖から負傷と勘違いした。本人曰く「敵の子、暴力の子」であり、父は敵兵という事を意味し、実の父母を知らない。その後、王国内で養子に出されるが、その後養父母とも死別している。これらの事からも、王国の実情と常軌を逸した現実がうかがえる。後にレタ等と共に捕虜となる。エオナ旗下の鋼鉄中隊を「帰る家」と信じている。ラニア人と同程度の長さの耳を持つ（父母のどちらかがラニア人である可能性が高い)。
ピノ
第99装甲騎兵中隊伍長。明るくさっぱりした性格で、小隊のムードメーカー。前線で数名と共に捕虜となり、救出されるまで敵兵に輪姦されていた。後、レタと共に捕虜となり、民兵の襲撃の最中敵兵の子を出産。その際、仲間が数名が死亡しており、嬰児への殺意がよぎる…。
ルッカ
第99装甲騎兵中隊第2小隊隊長。階級は軍曹。厳しい姉御肌であり、落伍者には体罰も辞さない。ピノと共に、前線で捕虜となり、強姦されたが生還した。
ザキ
西部戦線において、鋼鉄中隊と行動と共にした王国陸軍歩兵小隊の兵士。階級は軍曹。まだ、少年のあどけなさが消えない古参兵であり、当初レタの小隊に随伴した際は、互いの作戦行動の取り方で反発し合うが、次の作戦行動にて随伴歩兵と別行動を取るレタの判断によりミリアが重傷を負う結果となった。だが、苦痛を伴う結末を得ながらも互いの兵科の協力により敵の撃退に成功し、互いに戦友と認め合う。後にザキはレタをデートに誘うが…。
ミカエル
王国憲兵隊少尉。エオナの士官学校時代の後輩。ナウとも顔見知りである。木貞達についての内偵を行っていた。士官学校時代、エオナに筆おろしをしてもらった。
クラリッサ・アーゲイア（クラリス）
王国陸軍第1戦車大隊指揮官。階級は中佐。後に大佐と飛び越えて少将となり師団長に就任する。エオナの士官学校の先輩であり著名な戦車兵。軍内、あるいは政府にも関わりかねない暗躍に加担している節がある。
木貞譲二
連合諸国に属する、「帝国」の警察予備隊国際派遣部隊指揮官。階級は初登場時は警部。後に警視に昇進。新鋭戦車を投入し、鋼鉄の少女たちに前に立ちはだかる。ダニエル公の良き理解者と言える。捕虜となったレタからの取引に応じる。滑稽でもあるが、キレ者である。合理的な判断力と人情を併せ持ち、部下からは慕われている。
栗原京子
木貞の副官。階級は二等警部補。大卒のエリート。巨乳の女性。踊り子から雑用までやらされる器用貧乏。運動神経は抜群で、警棒術の達人。真面目で融通は利かないが、非常に優しい涙もろい女性。
デ・ラニア・ダニエル
王国の併合により亡国となったラニア公国の大公として、連合から即位させられたエオナの実弟。連合実効支配下の公国の主君であるが、連合軍のガンツ元帥の後見あっての地位であり実権を持たない。祖国を併合した王国を憎み敵対しているが、連合の軍事力無くしては対抗できず、男色家のガンツ元帥の慰みものになっている。王国に籍を置くエオナを亡命させるよう木貞に働きかけるが、エオナは部下を思い拒否した。

## 国家
王国
大陸西端を領土とする立憲君主国。しかし、立憲君主制とは名ばかりといえ、貧富の差は激しく、国民主権的な素養はうかがえず、中世的身分制度が垣間見える。長期化する戦争に国内経済は疲弊しており、次男以降や女児は「あまりもの」として徴兵される。その年齢はローティーンまで若年化しているのが現状である。しかし、国家上層部は戦争の趨勢について楽観的であり、19世紀から20世紀初頭の欧州列強を思わせる。正式な国名は紹介されていない。
ラニア公国
大陸西部、王国に隣接する公国。詳細は不明であるが、王国と連合の戦端が開かれた際と同時期に、王国に併合されたとされている。現在、国土の西半分の大半は王国の占領下にあり、最前線が存在する。東部地域は連合諸国の実効支配化にあり、連合が承認するラニア公国が名目上存在している。国民はレタやユキと同程度長く、尖った耳を有している人種である。しかしレオナとダニエルの姉弟はエルフの様に、さらに非常に長い耳を持っている。
連合諸国（連合）
大陸南部から発足し、大陸中央から極東までの諸国を併呑した連合国家群である。中核となる国家は存在しているが、詳細は不明である。民主主義の政体を持ちながら覇権を唱え、武力により周辺諸国を連合に組み込んで来た国家。帝国のように戦争の結果、参画している国家も複数存在する様である。
帝国
大陸極東に存在する、弓状列島国家。約半世紀前に連合に下ったとされる。敗戦の結果、軍隊を解体し軍事力を放棄したことになっているが、実際には警察予備隊と称される警察軍が存在する。後方支援の名目で警察予備隊が対王国戦に参戦した。

## 連載及び単行本刊行停止
原作の手塚一佳、作画の野上武志共、他人員を含め法人として本作を制作していたとされるが、作画の野上と原作側となる法人において何らかの対立が発生し、野上が離脱。掲載紙の廃刊予定もあり、完結の方法について出版社側の意向も含め協議合意が得られた事もあったとされるが、連載では未完のまま単行本に引き継ぐ形で一応の終了をさせたが、原作サイドの親族の体調不良の理由を含め最終的に破綻し、冒頭記載の通り原作サイドの発表により5巻以降の続巻刊行が2004年に無期限延期となった。原作サイド法人の有限会社アイラ・ラボラトリ側の主張は野上の非難に終始しており、これらの主張は2013年12月現在も外部リンクの公式サイトで閲覧できるが、2005年8月9日付で別な方法での発表を検討中である事を最後に情報は途絶えている。
一方、野上においては、締切間近まで第5巻の単行本作業中に、刊行停止を出版社担当より知らされたとしている。当作品が野上の同人誌に端を発するとするファンの主張が存在するが、登記関係と刊行停止の対立についてファン対アイラ・ラボラトリの構図ができたのは事実だが、ファンは一部の事実の証人にしかなり得ず、本項では客観的事実を記すのみとする。
尚、野上は同人誌として『パンツァー・フロイライン・ファイナルカンプ』名において類似作品を発表し完結させている。

## 書誌情報
- 手塚一佳（原作）しけたみがの（漫画） 『鋼鉄の少女たち』 角川書店〈Kadokawa Comics A〉 既刊4巻

1. 2003年3月1日初版発行 ISBN 4-04-713539-9
2. 2003年4月10日初版発行 ISBN 4-04-713548-8
3. 2003年10月1日初版発行 ISBN 4-04-713577-1
4. 2004年5月1日初版発行 ISBN 4-04-713624-7